# La Prairie du canal
La Prairie du canal est une ferme urbaine et un lieu culturel fondée en 2017 située à Bobigny en Seine-Saint-Denis.
Elle est présente sur une friche industrielle de 3 000 m², entre le canal de l'Ourcq et la nationale 3. Installée sur l'ancienne usine Motobécane, elle a été créée par l'association La Sauge (Société d'Agriculture Urbaine Généreuse et Engagée) dans le cadre d'un appel à projets de la communauté d'agglomération d'Est Ensemble. Son objectif principal est de permettre une reconnexion à la nature et à l'alimentation en milieu urbain. Le lieu organise aussi des événements culturels et musicaux,.

## Activité agricole
Le lieu est principalement un espace de production agricole basé sur les principes de la permaculture, favorisant une écologie naturelle et traditionnelle. La ferme cultive des fruits, des légumes, du houblon, des champignons, ainsi que des plantes aromatiques et médicinales,. Elle accueille également des poules. Les bénévoles peuvent venir aider à l'entretien du site et apprendre les techniques de l'agriculture urbaine chaque jeudi. Les récoltes sont vendues lors d'événements organisés sur place.
La Prairie du Canal se veut également être un laboratoire d'expérimentation pour l'agriculture urbaine. Le site réutilise des éléments du monde industriel et urbain, tels que des pneus, des bacs et des containers, pour optimiser son espace de culture et promouvoir des pratiques écoresponsables.

## Un espace événementiel
La Prairie du Canal est aussi un espace culturel et festif. Des événements y sont organisés les week-ends, notamment des braderies, des tables rondes, des ateliers pédagogiques, des concerts, ainsi que des open-air en collaboration avec des labels et collectifs de musique électronique,. L’espace accueille aussi des terrains de jeux et de sport qui sont mis à disposition des visiteurs.